# Alexis (Illinois)
Alexis é uma vila localizada no estado americano de Illinois, no Condado de Mercer e Condado de Warren.

## Demografia
Segundo o censo americano de 2000, a sua população era de 863 habitantes. 
Em 2006, foi estimada uma população de 813, um decréscimo de 50 (-5.8%).

## Geografia
De acordo com o United States Census Bureau tem uma área de 
1,3 km², dos quais 1,3 km² cobertos por terra e 0,0 km² cobertos por água. Alexis localiza-se a aproximadamente 213 m acima do nível do mar.

## Localidades na vizinhança
O diagrama seguinte representa as localidades num raio de 20 km ao redor de Alexis. 